# Ernst Nathorst-Böös (1891–1935)
Ernst Fredrik Wilhelm Nathorst-Böös, född 24 september 1891 i Hedvig Eleonora församling i Stockholm, död 2 februari 1935 i Engelbrekts församling i Stockholm, var en svensk jurist och skribent.
Ernst Nathorst-Böös avlade studentexamen 1910 och studerade därefter juridik vid Stockholms högskola, där han blev juris kandidat 1914. Han anställdes sedan i sin fars, advokaten Ernst Nathorst-Böös (1861–1961), advokatfirma. Han var också sekreterare i 1917 års flottstationskommitté. Nathorst-Böös, som hade ett stort filmintresse, var Svensk filmindustris jurist. Han medverkade ofta i filmpressen och var en av grundarna till Svenska Filmsamfundet 1933.
Han var far till juristen och numismatikern Ernst Nathorst-Böös (1918–1988).